# Whindersson Nunes
Whindersson Nunes Batista (Palmeira do Piauí, 5 de janeiro de 1995) é um comediante, youtuber, rapper, cantor, compositor, ator e pugilista brasileiro. Conhecido pelos seus vídeos de humor na plataforma YouTube desde 2011. Ele também se apresenta no cenário trap usando o nome artístico Lil Whind.
Em outubro de 2016, o canal Whindersson Nunes tornou-se o canal brasileiro com mais inscritos no YouTube. Porém, em fevereiro de 2018 passou a ser o segundo com mais inscritos, atrás do canal KondZilla. Em dezembro de 2019, entrou no ranking do instituto QualiBest como um dos maiores influenciadores digitais do Brasil. Atualmente, conta com 44 milhões de inscritos em seu canal do YouTube.

## Biografia
Whindersson Nunes Batista nasceu em Palmeira do Piauí, mas cresceu em Bom Jesus, também no Piauí. Aos quinze anos de idade decidiu que queria fazer vídeos para o YouTube e tentou por diversas vezes fazer com que o seu canal fosse reconhecido, porém, não obteve êxito. No entanto, pouco tempo depois, voltou a produzir vídeos para o canal, e os vídeos passaram a receber mais visualizações. Foi quando lançou em 2012 Alô Vó, Tô Reprovado, paródia do sucesso musical "Vó Tô Estourado" do cantor sertanejo Israel Novaes, que alcançou a marca de cinco milhões de visualizações em uma semana. Na época, a paródia se transformou em um viral.
Whindersson, então, mudou-se para Teresina, Piauí, onde não tinha onde morar, e foi convidado pelo também youtuber Bob Nunes a viver com sua família (de Bob) em um bairro da zona norte da cidade. A partir daí, o canal começou a crescer rapidamente, porém, no dia 20 de janeiro de 2013, o canal foi hackeado e excluído. Após essa ocorrência, Whindersson abriu o canal no qual é conhecido atualmente, já tendo alcançado a marca de mais de 40 milhões de inscritos.

## Carreira

### 2013–atual: YouTube e cinema

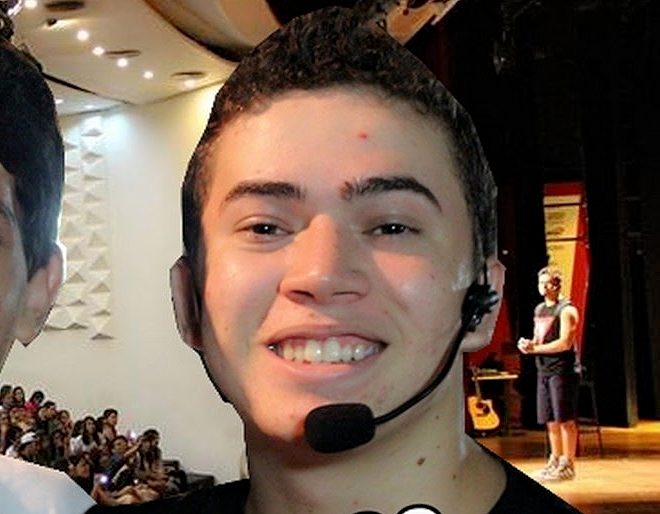
Nunes em 2014

Seu canal conta, atualmente, com mais de 42 milhões de inscritos, mais de três bilhões de visualizações e mais de trezentos e trinta vídeos, e tem conteúdo diversificado que inclui paródias, vlogs, músicas autorais e críticas de filmes. Suas principais marcas são as simplicidades de edição, cenário e figurino usados por Whindersson, que quase sempre grava sem camisa em um quarto bagunçado, sem qualquer tipo de edição além de cortes. Sempre começando seus vídeos com a frase: "E aí, galerinha que assiste meu canal, tudo bem com vocês?", retrata com humor assuntos do seu dia-a-dia e de sua infância.
O canal é, atualmente, o segundo canal do YouTube mais influente, segundo pesquisa feita pela Snack Intelligence.
O vídeo mais assistido do canal é a canção Qual é a Senha do Wifi? paródia de Hello, de Adelle, que ultrapassou setenta milhões de visualizações.
Além de fazer trabalhos como youtuber, Whindersson Nunes também é ator e faz stand-up. Ao lado de outros novatos como PC Siqueira, Júlio Cocielo e Maju Trindade, Whindersson estreou nos cinemas no filme Os Penetras 2, que também conta com veteranos como Mariana Ximenes, Marcelo Adnet e Eduardo Sterblitch. O piauiense também está no elenco de Internet - O Filme, ao lado de youtubers como Kéfera Buchmann, Christian Figueiredo e Rafinha Bastos.

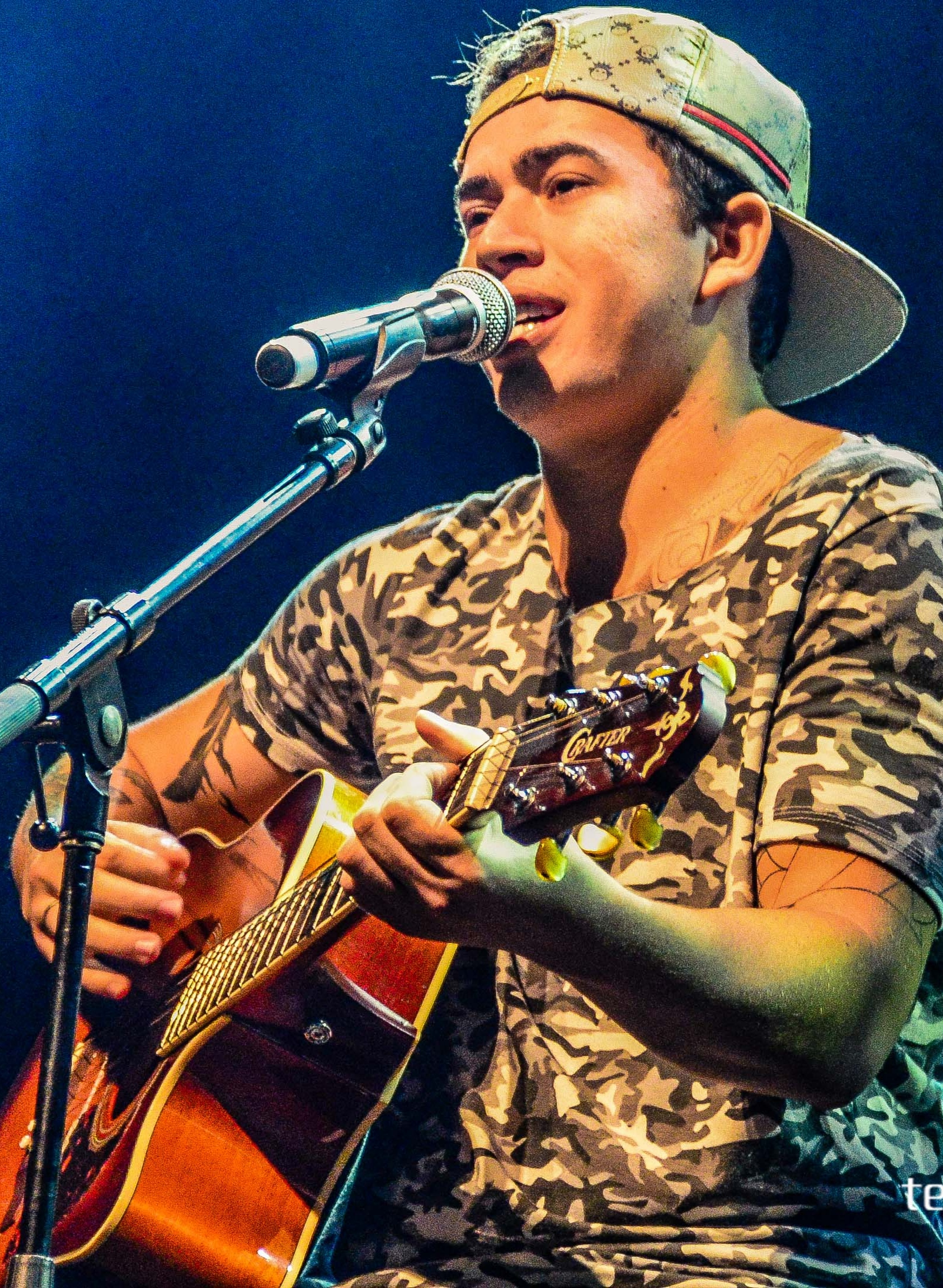
Whindersson em 2016 no Tom Brasil

No dia 14 de julho de 2016, o canal de Whindersson no YouTube alcançou a marca de 10 milhões de inscritos. Com esses números, ele tornou-se o segundo canal com mais inscritos no Brasil, ficando atrás apenas do Porta dos Fundos, tendo ultrapassado este e se tornando o maior canal do Brasil menos de três meses depois. Ainda no mesmo ano, saiu em uma publicação no site da revista Veja uma pesquisa realizada em junho pela Snack Intelligence, divisão da rede Snack de canais no YouTube que monitora e analisa o mercado audiovisual digital. Nessa pesquisa, Whindersson foi considerado o segundo youtuber mais influente do mundo, ficando atrás apenas do sueco Felix Arvid Ulf Kjellberg, popularmente conhecido como PewDiePie. Além disso, uma pesquisa divulgada pelo Google, feita em parceria pelas consultorias Provokers e Meio&Mensagem, revelou que Whindersson é a segunda personalidade brasileira mais influente entre os jovens de 14 a 17 anos no Brasil, atrás somente de Luciano Huck.
Whindersson Nunes alcançou, na madrugada do dia 26 de março de 2018, a marca de 28 milhões de inscritos, sendo assim o 4º maior canal do mundo em número de inscritos.

### 2013–atual: Apresentações destand-up comedy

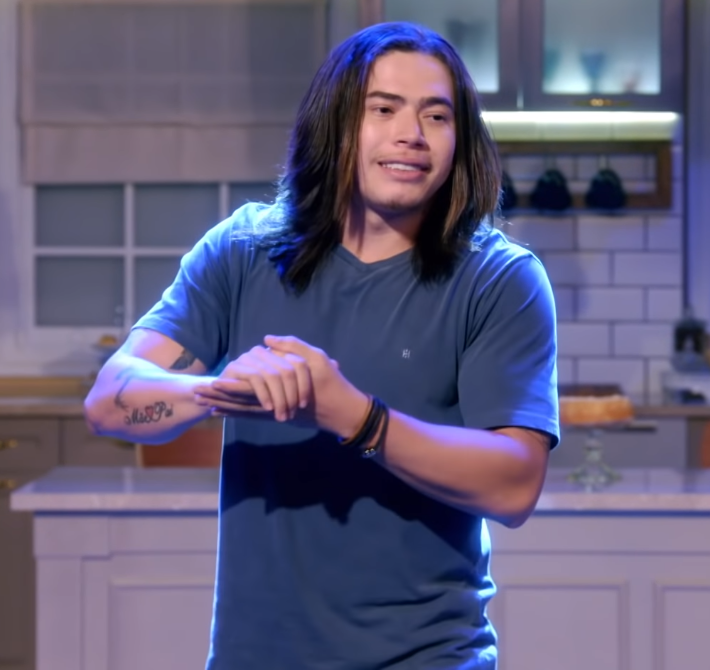
Nunes durante a sitcom Os Roni, em 2019

Whindersson, além de produzir vídeos, ainda faz stand-up por todo Brasil. Começou em 2013 no espetáculo "Standapiando", produzido pelos amigos Rhony Amaral e Bruno Lima. No período entre 2015 e 2016, ele fez o espetáculo Marmininu com pouco mais de um ano e meio, e já possui números expressivos, atingindo mais de cem mil espectadores, chegando a fazer até seis sessões por dia. Em fevereiro de 2019, levou seu stand-up "Eita Casei" para França no teatro La Cigale. O show contou com abertura do Youtuber cearense e residente na França, Max Petterson.
Atualmente ele faz o stand-up "Proparoxítona". Mesmo em pouco tempo de espetáculo, o show já o levou para o exterior, mais precisamente Portugal, nas cidades de Braga e Lisboa, com ótimos números de espectadores. Em março de 2020, cancelou a turnê de shows nos Estados Unidos por conta da pandemia de COVID-19.

## Filantropia
Em maio de 2018, doou 25 mil reais para a construção de um triciclo adaptado para o estudante André Nunes Nachtigall, que tem paralisia cerebral. Este caso foi parar na justiça, tendo em vista que a empresa não entregou o produto. Em junho de 2018, anunciou o pagamento de uma viagem para uma seguidora que é portadora de AME (Atrofia Muscular Espinhal). A seguidora é Danieli Stochero, que irá tratar a doença na Itália. Em julho de 2018, fez a doação de uma prótese (avaliada em 14 mil reais) para a professora Katia Cilene, que perdeu o braço esquerdo em um acidente de trânsito.
Em setembro de 2018, doou ração para a Associação Piauiense de Proteção e Amor aos Animais (Apipa). Já em outubro, Whindersson Nunes anunciou a doação de mais de 1 milhão de reais para fundação Lar de Maria Piauí, que ajuda no tratamento de crianças com câncer. Em maio de 2019, ajudou uma fã a pagar uma dívida que tinha com um agiota.
Em novembro de 2019, declarou:
| “ | Estou trabalhando pra ver essa questão de fundar algo que de fato mude a realidade de uma galera de uma vez só. Não digo nem um instituto. Nem sei como falar porque hoje em dia você não pode falar o nome de nada porque tudo dizem que ganha dinheiro e desvia. Mas tenho vontade de criar um projeto que prepare crianças a serem adultos melhores. | ” |

No próprio aniversário de 25 anos, Whindersson Nunes pediu como presente doações para Kayron da Silva Bica, um bebê de um ano e quatro meses que sofre das sequelas da mielomeningocele e hidrocefalia. Já no dia 14 de janeiro de 2021, o youtuber anunciou a doação de vinte cilindros de oxigênio a Manaus, devido ao colapso do sistema de saúde com a pandemia de COVID-19.

## Vida pessoal
Filho de Valdenice Nunes e Hildebrando Sousa Batista, Whindersson possui três irmãos: Harisson, Hidelvan e Hagda Karolayne. Foi membro da Assembleia de Deus durante a infância. Iniciou um relacionamento com a cantora Luísa Sonza em março de 2016, casando-se com ela no dia 28 de fevereiro de 2018. Em abril de 2020, Whindersson e Luísa anunciaram o fim do casamento. Em 2019, deixou de trabalhar durante quatro meses para iniciar um tratamento contra depressão. Em entrevista concedida ao TV e Famosos, do UOL, Whindersson Nunes declarou que uma das causas para o agravamento de sua depressão foi o fato de ter presenciado a situação da pobreza na cidade de Beira, em Moçambique, local no qual fez um show. A região tinha sido atingida pelo ciclone Idai.
Em novembro de 2020, assumiu relacionamento com a estudante de engenharia Maria Lina Deggan. Em 28 de janeiro de 2021, Whindersson, por meio de suas mídias sociais, anunciou que Maria estava grávida. No dia 29 de maio de 2021, nasceu João Miguel, prematuro de 22 semanas; no entanto, o bebê morreu dois dias após o nascimento. Whindersson escreveu uma música para o filho, com o título "Quarto 1906" no canal oficial do YouTube.
Em agosto de 2021, Whindersson e Maria, por meio de suas redes sociais, anunciam o fim do noivado:
| “ | Eu e Maria vamos estar sempre ligados, por um anjo que Deus deu, um anjo que veio para impactar de todas as formas e um dia também espero entender tudo isso, e me reerguer, porque palhaço sem graça perde o emprego no circo. | ” |

Em fevereiro de 2025, Whindersson se internou em uma clínica psiquiátrica no interior de São Paulo para cuidar de sua saúde mental.

## Cartel no Boxe de exibição
Whindersson estreou no boxe de exibição em janeiro de 2022 contra Acelino Freitas, o Popó.

## Filmografia

### Web/internet
| Ano           | Título                      | Nota                      | Canal   | Ref.   |
| ------------- | --------------------------- | ------------------------- | ------- | ------ |
| 2013–presente | Whindersson Nunes           |                           | YouTube | [ 47 ] |
| 2016          | Marminino                   | Show de stand-up          | YouTube |        |
| 2017          | Proparoxítona               | Show de stand-up          | YouTube |        |
| 2019–2021     | Whindersson: Próxima Parada | Série original do YouTube | YouTube | [ 48 ] |
| 2024          | Efeito Borboleta            | Show de stand-up          | YouTube | [ 49 ] |

### Televisão
| Ano     | Título                  | Papel/Cargo  | Nota         | Ref.                          |
| ------- | ----------------------- | ------------ | ------------ | ----------------------------- |
| 2018    | MTV Miaw                | Apresentador | Premiação    | [ 50 ]                        |
| 2018    | Dra. Darci              | Gerald       | Sitcom       | Episódio: "Pra Frente Brasil" |
| 2018    | Z4                      | Ele Mesmo    | Série        | Episódio: "Não Dá!"           |
| 2019—21 | Os Roni                 | Roniclayson  | Série        | [ 52 ]                        |
| 2023    | Se Eu Fosse Luísa Sonza | Ele Mesmo    | Documentário | [ 53 ]                        |
| 2024    | Os Parças - A Série     | Ray Van      |              |                               |

### Filmes
| Ano  | Título                                 | Papel             | Nota             |
| ---- | -------------------------------------- | ----------------- | ---------------- |
| 2016 | A Era do Gelo: O Big Bang              | Roger (voz)       | Dublagem         |
| 2017 | Internet - O Filme                     | Whindersson       | [ 54 ]           |
| 2017 | Os Penetras 2 – Quem Dá Mais?          | Whindersson       | [ 55 ]           |
| 2017 | Os Parças                              | Ray Van           | [ 56 ]           |
| 2019 | Whindersson Nunes: Adulto              | Ele mesmo         | [ 57 ]           |
| 2019 | Os Parças 2                            | Ray Van           | [ 58 ]           |
| 2019 | Contos do Caçador de Sombras           | Pu Songling (voz) | Dublagem         |
| 2019 | "A Placa de Rubi: A Chibatada Final"   | Whindersson       | Curta-metragem   |
| 2021 | Detetive Madeinusa                     | Neldson           | [ 61 ]           |
| 2022 | Sexta Feira 12                         | O Namorado        |                  |
| 2022 | Whindersson Nunes: É de Mim Mesmo      | Ele mesmo         | Show de stand-up |
| 2023 | Whindersson Nunes: Isso Não É um Culto | Ele mesmo         | Show de stand-up |
| 2023 | Gota D'água                            | Edson             |                  |

### Videoclipes
| Ano  | Canção                   | Artista                        |
| ---- | ------------------------ | ------------------------------ |
| 2017 | "Acordando o Prédio"     | Luan Santana                   |
| 2018 | "Paga de Solteiro Feliz" | Simone & Simaria               |
| 2019 | "Mi Persona Favorita"    | Alejandro Sanz, Camila Cabello |

## Stand-up
| Ano        | Título                 | Papel       | Ref |
| ---------- | ---------------------- | ----------- | --- |
| 2013–2014  | Standapiando           | "Ele mesmo" |     |
| 2015–2016  | Marmininu              | "Ele mesmo" |     |
| 2017–2018  | Proparoxítona          | "Ele mesmo" |     |
| 2018–2019  | Eita, Casei!           | "Ele mesmo" |     |
| 2019–atual | A Volta do Que Não Foi | "Ele mesmo" |     |

## Discografia

### Extended play(EPs)
| EP        | Detalhes                                                                      |
| --------- | ----------------------------------------------------------------------------- |
| Tão Linda | - Lançamento: 11 de outubro de 2015 - Formato(s): Download digital, streaming |
| Piauí     | - Lançamento: 28 de agosto de 2020 - Formato(s): Download digital, streaming  |
| No Name   | - Lançamento: 28 de agosto de 2020 - Formato(s): Download digital, streaming  |

### Singles
| Ano  | Canção                                                | Álbum                     |
| ---- | ----------------------------------------------------- | ------------------------- |
| 2019 | "Girassol" (com Priscilla Alcantara)                  | Adicionado à nenhum álbum |
| 2020 | "Coisa Linda" (Ivete Sangalo part. Whindersson Nunes) | O Mundo Vai               |
| 2020 | "Paraíso" (com Luan)                                  | Adicionado à nenhum álbum |
| 2020 | "Calor do Carai "(feat. Hungria Hip Hop)              | PIAUÍ                     |
| 2020 | "Amor Quântico"                                       | PIAUÍ                     |
| 2020 | "Cachorro Caramelo" (feat. Matheus Gadelha)           | PIAUÍ                     |
| 2020 | "Piauí" (feat. Rapadura)                              | PIAUÍ                     |
| 2020 | "Trap do Gago"                                        | PIAUÍ                     |
| 2020 | "Catinga de Bosta"                                    | PIAUÍ                     |
| 2020 | "Cuscuz"                                              | PIAUÍ                     |
| 2020 | "Caribe"                                              | PIAUÍ                     |
| 2020 | "Mãe"                                                 | PIAUÍ                     |
| 2020 | "Tempo"                                               | PIAUÍ                     |
| 2020 | "Cerrado"                                             | PIAUÍ                     |
| 2020 | "Agora"                                               | No Name                   |
| 2020 | "Lado Oposto"                                         | No Name                   |
| 2020 | "De Novo"                                             | No Name                   |

## Premiações e indicações
| Ano  | Prêmio                         | Categoria                          | Trabalho                    | Resultado |
| ---- | ------------------------------ | ---------------------------------- | --------------------------- | --------- |
| 2013 | Shorty Awards                  | Vídeo Blogger                      | Whindersson Nunes (Youtube) | Indicado  |
| 2014 | Shorty Awards                  | Vídeo Blogger                      | Whindersson Nunes (Youtube) | Finalista |
| 2016 | Grande Prêmio Risadaria Smiles | Grand Prix                         | Whindersson Nunes (Youtube) | Indicado  |
| 2016 | Meus Prêmios Nick              | Youtuber Masculino Favorito        | Whindersson Nunes (Youtube) | Indicado  |
| 2016 | Meus Prêmios Nick              | Humorista Favorito                 | Whindersson Nunes (Youtube) | Venceu    |
| 2016 | Meus Prêmios Nick              | Melhor Paródia Musical             | Whindersson Nunes (Youtube) | Venceu    |
| 2016 | Prêmio Jovem Brasileiro        | Melhor Humorista                   | Whindersson Nunes (Youtube) | Venceu    |
| 2016 | Prêmio Jovem Brasileiro        | Personalidade da Internet          | @whinderssonnunes           | Indicado  |
| 2017 | Meus Prêmios Nick              | Instagram Brasileiro Favorito      | @whinderssonnunes           | Venceu    |
| 2017 | Meus Prêmios Nick              | Melhor Youtuber                    | Whindersson Nunes (Youtube) | Indicado  |
| 2017 | Grande Prêmio Risadaria Smiles | Melhor Conteúdo de Humor Digital   | Whindersson Nunes (Youtube) | Indicado  |
| 2017 | Prêmio Jovem Brasileiro        | Personalidade da Internet          | Whindersson Nunes (Youtube) | Indicado  |
| 2017 | Prêmio Jovem Brasileiro        | Melhor Humorista Jovem             | Whindersson Nunes (Youtube) | Venceu    |
| 2017 | Prêmio Jovem Brasileiro        | Youtuber do Ano                    | Whindersson Nunes (Youtube) | Indicado  |
| 2017 | Prêmio Jovem Brasileiro        | Melhor Canal do YouTube            | Whindersson Nunes (Youtube) | Indicado  |
| 2017 | Prêmio Jovem Brasileiro        | Melhor Espetáculo Teatral/ Musical | Marminino                   | Indicado  |
| 2018 | MTV Millennial Awards Brasil   | Ícone MIAW                         | Whindersson Nunes (Youtube) | Indicado  |
| 2018 | MTV Millennial Awards Brasil   | YouTube do Ano                     | Whindersson Nunes (Youtube) | Indicado  |
| 2018 | MTV Millennial Awards Brasil   | Paródia do Ano                     | Whindersson Nunes (Youtube) | Indicado  |
| 2018 | MTV Millennial Awards Brasil   | Selfie do Ano                      | Whindersson Nunes (Youtube) | Venceu    |
| 2018 | MTV Millennial Awards Brasil   | Super Squad                        | Whindersson Nunes (Youtube) | Venceu    |
| 2020 | Prêmio Contigo! de TV          | Influencer do Ano                  | Ele mesmo                   | Indicado  |
| 2021 | Prêmio iBest                   | Humor                              | Whindersson Nunes           | Finalista |
| 2021 | Prêmio iBest                   | Instagrammer do Ano                | Whindersson Nunes           | Finalista |
| 2021 | Prêmio iBest                   | Tiktoker do Ano                    | Whindersson Nunes           | Finalista |
| 2021 | Prêmio iBest                   | Youtuber do Ano                    | Whindersson Nunes           | Indicado  |
| 2021 | Prêmio iBest                   | Influenciador Twitter              | Whindersson Nunes           | Indicado  |
| 2021 | Prêmio iBest                   | Personalidade do Ano               | Whindersson Nunes           | Indicado  |
| 2021 | Prêmio iBest                   | Creator do Ano                     | Whindersson Nunes           | Indicado  |
| 2022 | MTV Millennial Awards Brasil   | Pet Influencer                     | Regina (Whindersson Nunes)  | Indicado  |
| 2022 | MTV Millennial Awards Brasil   | Ri Alto por Comedy Central         | Whindersson Nunes           | Venceu    |